# Polda 3
Polda 3 je česká videohra z roku 2000 a třetí díl populární herní série Polda. Hra byla vydána týmem Zima Software znovu před Vánocemi rok po předchozím dílu Polda 2. Producent byl znovu Martin Zima, výrobní ředitel Radek Smíšek, programoval Petr Svoboda, grafiku vytvořil Dan Falta a hudbu Roman Džupinka.
Hru opět nadabovali známí čeští herci, v hlavních rolích namluvil již potřetí policistu Pankráce Luděk Sobota a Sabina Laurinová vedlejší postavu agentky Mucové, která v příběhu dostala velký prostor. Dále ve hře promlouvali v rozličných postavách Petr Nárožný, Jiří Lábus, Vlastimil Bedrna, Valérie Zawadská, Petra Hanžlíková a Pavel Pípal. Seznam známých dabérů doplnili Oldřich Kaiser a Bohdan Tůma.
V roce 2012 vyšla hra i pro mobilní zařízení na Android a iOS. Obsahovala vylepšený engine, nový systém nápověd, ovládání přizpůsobené dotykovým obrazovkám a podporu vyššího rozlišení. V roce 2022 vyšla tato upravená verze i pro PC.

## Příběh
Praha
Soukromý detektiv Pankrác vyčkává ve své pražské kanceláři na zakázku. Objevuje se starší paní a ohlašuje zmizení svého muže, kuchaře Františka Cecvárka. Pankrácovi se přes nemalé potíže podaří proniknout do policejní databáze, kde zjišťuje, že Cecvárek se naposledy vyskytoval v jedné hospodě v blízkosti zimního stadionu. Tam se dozvídá, že kuchař před třemi měsíci utekl za lepším, začal vařit pro známého hokejistu NHL Jaromíra Jégra. Od Jégrova agenta Rosomáka se dozvídá, že se tato hokejová hvězda ztratila taky.
Pankrác se domnívá, že pokud najde hokejistu, najde i kuchaře. Je tak Rosomákem pověřen hledáním i po Jégrovi. Ten se zdržoval naposledy v New Yorku, kde hraje v týmu newyorských Lvů a bydlí u své přítelkyně Andrey Voříškové. Rosomák mu také poradí spojit se s psychoanalytikem doktorem Czernouskem, kam Jégr dochází se svými psychickými problémy. Dále mu zařizuje letenku a vše potřebné pro hledání na americké půdě.
New York
Od prezidenta klubu newyorských Lvů se Pankrác dozvídá, že se Jégr připravuje na sezónu na individuálním tréninku. Prezident se nad tím dříve nepozastavil, ale při rozhovoru s Pankrácem uzná, že se takto Jégr nikdy nechoval. Nakonec dává Pankrácovi svolení po hvězdě pátrat. Jégrova přítelkyně není sice Pankrácovo výslechem nadšená, nakonec mu však sděluje, že se Jégr připravuje na tajném místě, kde chce mít klid pro přípravu. Konkrétní místo však Pankrácovi nesdělí.
Jégrův psychiatr také nebyl o moc sdílný. Jégra naposledy viděl tři měsíce zpátky, jeho přítelkyni také tak. Na newyorském letišti se Pankrác od imigračního úředníka dozvídá, že Jégr létal mezi ČR a USA celkem pravidelně, ale Cecvárek do USA nepřicestoval nikdy. Pankrác nachází i letadlo, kterým oba letěli a v nákladovém prostoru nalézá arabsky psaný nápis firmy, která podniká v převozech zvířat. Detektiv se vydává do jejich sídla, kde nachází na nějaké stopy, při odchodu je však zadržen CIA a vyslýchán její agentkou Mucovou. Té nakonec vysvětlí, že je soukromý detektiv pátrající po Jégrovi i jeho kuchaři.
Pankrác souhlasí se spoluprací se CIA. Spolu s Mucovou dochází k názoru, že Jégr a asi i kuchař byl unesen přepravní firmou již v letadle. CIA se podařilo zatknout jednoho ze zaměstnanců přepravní firmy Ibrahima Al Chobota a Pankrác má za úkol zjistit od něj nějaké informace. Úplně se mu to nepodaří, Al Chobot prokoukne jeho identitu a utíká z vazby. Cestou mu však vypadne krabička cigaret, která v každé z nich ukrývá kousky pohledu se vzkazem pro Al Chobota. Po jeho složení se Pankrác dozví, že musí pátrat po kuchaři Cecvárkovi, hokejistovi Jégrovi a teroristovi Al Chobotovi v Ulithi.
Ulithi
Pankrác na ostrově zjišťuje, že kuchař Cecvárek chvíli vařil v hotelové kuchyni ale pak zmizel beze stopy, Jégra na ostrově nikdo neviděl a Al Chobot byl pravidelným návštěvníkem zdejšího kasina. V hotelu však Cecvárka zapře jak manažer Medek, tak i nový japonský kuchař.
Pankrác zjišťuje, že je mu na celém hotelu něco podezřelého a nemýlí se. V lednici objeví mrtvolu kuchaře Cecvárka, který má na těle podivné skvrny, které nastaly pozřením špatně připraveného suši. Japonský kuchař se Pankráci přiznává, že Cecvárka zabil, protože nedělal nic jiného, než jen pil a do všeho mu mluvil. Také zná Al Chobota, který hokejovou hvězdu unesl na neznámé místo a Cecvárka šoupl do hotelové kuchyně. Al Chobot jel pak zpět do USA léčit se, protože nedávný pobyt v La Kukarača v Bolívii mu poškodil zdraví.
Pankrác se však tímto zjištěním nedobrovolně uvěznil na ostrově. Manažer hotelu mu nedovolí z ostrova odjet a CIA nemůže Pankráce z ostrova evakuovat, protože nespadá pod pravomoc Spojených států. Pankrác si musí poradit sám a nakonec utíká z ostrova ve staré válečné německé ponorce.
Bolívie
Pankrác se v USA nestihne ani ohřát a už přistává letadlem v La Kukarača. Není to zrovna přívětivé místo, díky přilehlé chemičce je celé životní prostředí tohoto místa zdevastované. Pankrác se do chemičky potřebuje dostat, ale není to jednoduchý úkol. Naráží na mluvícího bobra Chozého, který by mu však mohl pomoci. Kdyby ho dostal k ekologům, tak fabriku zavřou a tím pádem se Pankrácovi otevírá cesta dovnitř. Bobr Chozé slyší jen na jediné –⁠⁠⁠⁠⁠⁠ na reunion své oblíbené kapely Trios Kretinos složenou ze tří bratrů.
Dát dohromady znesvářené bratry se Pankrácovi povede, bobra na koncertě obnovené kapely odchytí a posílá do Prahy ekologům. Ti mu jako protihodnotu opravdu nechají zavřít chemičku a Pankrác se dostává dovnitř. Tam objevuje seznam látek, které Al Chobot objednával. S tímto se Pankrác vrací zpět do NY.
New York
Vyšetřováním bylo zjištěno, že Al Chobot pracuje pro švýcarskou firmu napojenou na iráckou rozvědku. Pomocí této firmy objednával čpavek do raket Scud, konkrétně na raketovou základnu Boží pěst v Iráku. Pankrác se spolu s Mucovou vydávají na Blízký východ, kde budou mimo jiné předstírat, že jsou manželé a pokusí se dostat přes hranice do Iráku.
Blízký východ
U hranic Saúdské Arábie s Irákem se Mucová s Pankrácem potřebují zmocnit cestovních pasů a dalších dokumentů od inspektorů OSN. Na cestu přes hranice si nenávratně půjčí i jejich džíp. S tím nakonec Pankrác nabourá a dál už musí pokračovat sám. Otřesená Mucová zůstává na místě. Pankrác ukradne kolo a jede do města, kde se nachází bazar a raketová základna. Tam Pankráce nepustí, protože povolení je platné až za tři dny. Pokud by však Pankrác prokázal, že je pravý muslim, hlídač základny ho tam jako svého bratra pustí okamžitě.
Na bazaru Pankrác potkává Voříškovou, která se k němu nezná a zapírá, že ho před několika dny viděla v NY. Pankrác potkává místního imáma, který ztratil víru, protože americké rakety neustále zasahují mešitu, místo toho aby zasáhly kavárnu bezvěrce u bazaru. Spolu s Mucovou pak kontaktují letadlovou loď, která kavárnu zasáhne a imám tak může vyvolávat k modlitbě. Po zásahu je u bazaru pouze prodavač, kterého Pankrác eliminuje a získává od něj vzácnou lampu. Přinese ji imámovi a za to získává potvrzení, že je věrným muslimem.
Pankrác ukáže potvrzení hlídači a je puštěn dovnitř. Základna však byla iráckými tajnými službami před rokem přeměněna na zimní stadion. Dodávky čpavku nově sloužily místo náplně do raket pro chlazení ledu. Pankrác objevuje jak letenku do NY z Bagdádu, tak i mrtvou schránku, kde nachází vzkaz od jistého vědce Santusova ve kterém oznamuje, že se vrací domů.
Zmatený Pankrác předává informace zpátky v CIA. Dostává za úkol infiltrovat se do tajné ruské základny na Sibiři, kde se rekrutují ruští vědci sloužící na Blízkém východě.
Čurila Plenkovič, Sibiř
Pankrác se po nevydařeném přistání konečně ocitá v ruské základně. Tam nemají agenty příliš v lásce, nicméně některé důležité informace se přeci jen dozví. Santusov je mrtvý, zbyly po něm po nepodařeném pokusu jen boty a nějaké dokumenty. Nachází zde celkem ochotnou vědkyni Jelizavetu, šíleně hladového vědce Sergeje a agenta Jamese Bonda. Pankrác se domluví s Jelizavetou, že na Bonda nastraží past a výměnou za to získá dokumenty o Santusovi.
Drobným problémem je poškozený obvod teleportačního zařízení, které chce Pankrác využít pro likvidaci Bonda. Sergej by ho dokázal opravit, ale kvůli hladu se mu do toho nechce. Pankráce napadne mu obstarat alespoň veverku ale nedaří se mu ji chytit. Sergej mu tedy dá dilatátor času, který po spuštění zastavuje čas, díky kterému Pankrác snadno veverku uloví a předá Sergejovi. Pankrácovi se s Jelizavetou povede Bonda eliminovat a Pankrác se dostává do trezoru velitele. Ze Santusova deníku vyplývá, že se pravděpodobně vědci podařilo vyvinout naváděcí a výbušný systém ne větší než krabička od cigaret.
Znovu v NY
Pankrác telefonuje s Mucovou a sděluje jí veškeré své poznatky  – naváděcí a výbušný systém, konkrétní datum i hokejové zákulisí. Mucová přichází na to, že jediný hokej, který se hraje, je zápas newyorských Lvů, za které nastupuje i hokejová hvězda Jégr. Velkým fanouškem Lvů je i prezident USA a Pankrácovi dochází, že celá záležitost slouží k provedení atentátu na prezidenta USA. Pomocí výbušného zařízení v puku chtějí připravit prezidenta o život. Pankrác získává i telegram od prezidenta Lvů, který mu oznamuje, že se Jégr vrátil ze soustředění v pořádku a v perfektní formě.
Pankrác se ocitá s Mucovou na stadionu, kde nachází i Voříškovou. Ta čeká v šatně na Jégra a když ji Pankrác obviní, chce ho zabít. Nakonec ji Pankrác zlikviduje a rozhodčí vyhlašuje přestávku. Pankrác konečně promlouvá s Jégrem a jelikož není příliš sdílný, hypnotizuje ho. Jégr mu následně prozrazuje, že trénoval v Iráku střelbu speciálním těžším pukem. Tím má ve třetí třetině vystřelit na prezidenta a zabít ho.
Al Chobot přepadává Mucovou na stanovišti a vyzrazuje všem zbytek plánu. Pankrác jde zachránit Mucovou, zneškodňuje Al Chobota a přitom je Mucovou udeřen do hlavy dilatátorem času. Jégr mezitím na stadionu napřahuje a střílí. Pankrác si uvědomí, že čas kolem něho je zastaven stejně jako předtím na Sibiři a má ještě čas zabránit atentátu. Vystřelený puk se mu podaří navést jinam a prezident je zachráněn. Spolu s Mucovou jsou odměněni červeným ferrari a prezidentským apartmá v hotelu na Floridě.

## Zpracování
Hra má znovu kreslenou 2D grafiku a typický humor. Postavy však již většinou nemají základ ve známých postavách či osobnostech, jako tomu bylo ve druhém díle. Vyskytují se zde pouze tři (James Bond, Jaromír Jágr/Jégr a Andrea Verešová/Voříšková). Hra se oproti předešlému dílu také odehrává ve více lokacích, méně či více skutečných (New York, La Kukarača, Sibiř…). Ve hře je 60 herních obrazovek a okolo 70 interaktivních postav. Novinkou jsou ve hře mezihry, jsou zde hry: čára, střelnice, svlékací prší, námořní bitva a puzzle. Oproti předchozím dvěma dílům již nebyl ve hře použit kritizovaný pixelhunting.
Oproti futuristickému pojetí druhého dílu se třetí díl odehrává v reáliích nového tisíciletí. Policista Pankrác, osoby i lokace jsou vykreslené poměrně realisticky. Třetí díl v původním vydání z roku 2000 příběhově nenavazoval na předchozí. Dodatkem z roku 2024 druhého dílu se dozvídáme, jak se z policisty Pankráce stal soukromý detektiv. Kromě jedné narážky na klonování se příběh vůbec nevrací k předchozímu dílu.
Hra se věnuje z větší části i hokejovému prostředí, které bylo po vítězství národního týmu na ZOH v Naganu v Česku ve velké oblibě. V příběhu se objevují i narážky na jiné české hráče, např. Martin Vrána/Straka. Policista Pankrác se také na chvíli ocitá v Iráku, kde v příběhu figurují mírné narážky na osobu Saddáma Hussajna, americké bombardování zdejšího území i věčné občanské nepokoje, které vrcholily v roce 1999.
Kapela Trios Kretinos, kterou dává Pankrác na své misi v Bolívii dohromady, se skládá ze tří bratrů –⁠⁠⁠⁠⁠⁠ Niňy, Pinty a Santa Anny, pojmenovaných podle Kolumbových lodí. Samotný název kapely vychází pak ze zdravotních neduhů všech bratrů. Ve hře se dále objevuje i ekologická organizace Greenwar/Greenpeace.
Zajímavostí jsou postavy věčně hladového vědce Sergeje a profesora Santusova. Sergej je v tomto díle věčně hladový vědec, který při dodávkách jídla vynalézá neuvěřitelné přístroje a profesor Santusov prohlášen za mrtvého. Ve čtvrtém díle však Pankráce kontaktuje profesor Santusov a odvolává se na to, že se s Pankrácem setkali na Sibiři, kde ho měl Pankrác za hladového primitiva. Tato postava tvůrcům hry tedy pravděpodobně tak učarovala, že došlo ve čtvrtém díle ke sloučení těchto postav do jedné, s hlubší příběhovou rovinou.